# Die Zeitgeist-Bewegung
Die Zeitgeist Bewegung (engl.: The Zeitgeist Movement) ist eine 2008 gegründete Graswurzelbewegung zur Befürwortung von Nachhaltigkeit und gesellschaftlichem Wandel. Sie betreibt gemeinschaftlichen und bewusstseinsfördernden Aktionismus über ein Netzwerk globaler und regionaler Ortsgruppen und Projektteams, welche jährliche Veranstaltungen sowie Medien- und Wohltätigkeitsarbeit initiieren.

## Ziele
Das erklärte Ziel der Bewegung ist eigenen Aussagen nach, nachhaltige Lösungen mit maximalem Nutzen für die Menschen zu schaffen. Es wird eine basisdemokratische Transformation der Gesellschaft hin zu einer Gesellschaft des Gemeinwohls angestrebt. Erreicht werden soll dies durch die Aufklärung und Bewusstseinsschaffung über aktuelle Krisen, welche nach Auffassung der Bewegung die Notwendigkeit eines grundsätzlichen gesellschaftlichen Wandels begründen.
Gesellschaftliche Missstände wie Armut, Korruption, Krisen, Obdachlosigkeit, Krieg, Hunger und dergleichen seien nicht als Folgen von mangelhaften Institutionen, des Fehlverhaltens einzelner Menschen oder einer „Fehlerhaftigkeit“ der „menschlichen Natur“, sondern als Symptome von überholten gesellschaftlichen und sozialen Strukturen zu sehen.
In einer zukünftigen globalen Gesellschaft soll neben dem absoluten Respekt der Menschenrechte die Nachhaltigkeit als wichtigstes Kriterium für Entscheidungen angesehen werden. Soziale Veränderungen sollen auf Basis wissenschaftlicher Methoden entschieden und umgesetzt werden, wodurch eine Entscheidungsfindung durch Politik überflüssig werden würde.  Entscheidungen sollen auf eine wissenschaftliche Weise getroffen werden, also nicht auf Meinungen beruhen, welche je nach individuellen Interessen abweichen können. Die Politik als Ausgleich zwischen diesen verschiedenen Interessen werde somit überflüssig.
Da die weltweiten Zusammenhänge zu komplex seien, als dass eine umfassende Ideologie die genauen Lösungen bieten könnte, sollen die gesellschaftlichen Transformationen auf eine evolutionäre Weise erfolgen. Zur Ausgestaltung solcher Entscheidungsprozesse soll in Anlehnung an die wissenschaftliche Forschung eine Hypothese für einen Anwendungskomplex aufgestellt werden. Die Überprüfung dieser Hypothesen soll durch computerbasierte Simulationen in Anlehnung eines Experiments umgesetzt werden. Dieser Prozess soll die Grundlage der gesellschaftlichen Entscheidungsfindung durch die Belegung oder Widerlegung von aufgestellten Hypothesen bilden. So soll es möglich sein, die Gesellschaft auf einer wissenschaftlichen Grundlage in iterativen Schritten weiterzuentwickeln und dabei die begrenzten Ressourcen der Erde zu berücksichtigen.
Die Kernidee der Bewegung ist die Ablösung der derzeit vorhandenen ökonomischen Systeme durch eine geldfreie und „ressourcenbasierte Wirtschaft“. Die Zeitgeist-Bewegung wirbt für den Ersatz von menschlicher Arbeit durch die Automatisierung und dafür, die Regierungen durch eine kollektive Anteilnahme der Bevölkerung durch die Unterstützung von Technik und erweiterter Kybernetik überflüssig zu machen. Das Eigentum soll nicht abgeschafft werden, es wird jedoch davon ausgegangen, dass es während des angestrebten Kulturzuwachses an Bedeutung verliert und durch Gewährleistung der kostenfreien Verfügbarkeit von Dingen gelöst wird.

## Aktivitäten und Publikationen

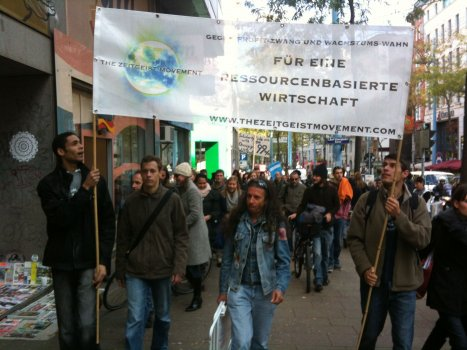
Aktivisten der Zeitgeist Bewegung bei Occupy Wall Street im Oktober 2011, Wien

Die Zeitgeist Bewegung veranstaltet jährlich im März den sogenannten „Z-Day“ mit lokalen Treffen. Der Filmemacher Peter Joseph, Urheber der Zeitgeist-Filmreihe, und Jacque Fresco, Gründer des Venus Projekts sprachen 2009 im ausverkauften Borough of Manhattan Community College über zwei Stunden zu rund 900 Zuhörern. 2010 gab es mehr als 330 Veranstaltungen in 70 Ländern.
2011 sprachen Peter Joseph und andere vor rund 1100 Menschen im ausverkauften Friends House in Euston, London. Eine weitere globale Veranstaltung der Bewegung ist das jährliche „Zeitgeist Media Festival“. Auf der dazugehörigen Website registriert jede Ortsgruppe die Veranstaltung im jeweiligen Land. Musiker und Künstler wie Natacha Atlas, Hierosonic und Banksy waren auf dem Hauptevent in Los Angeles vertreten.
Die Bewegung unterhält mit dem TZM Network ein soziales Netzwerk.
Mitglieder der Bewegung beteiligten sich im Rahmen der eigenen Ziele an Demonstrationen zu unterschiedlichen politischen Themen, so im Zuge der Proteste gegen die Finanzmarkt- und Bankenpolitik, an denen der Occupy-Wall-Street-Initiativen in Frankfurt am Main, Hamburg, Zürich, Salzburg, Los Angeles und Vancouver.

## Organisation
Die Mitglieder organisieren sich in Länder-, Regional-, Bundesländer- und Ortsgruppen, die weltweit vertreten sind und im Sinne einer Advocacy-Organisation handeln. Die Gruppen werden von Freiwilligen, die mit den Grundsätzen und der Richtung der Bewegung vertraut sind, koordiniert. 2010 gehörten der Zeitgeist Bewegung 46 Ländergruppen und über 200 regionale Untergruppen an. In Deutschland existierten 2011 elf Ortsgruppen in deutschen Großstädten, die mit teilweise unkonventionellen Methoden für die Zeitgeist-Bewegung warben. Die Berliner Ortsgruppe ist mit rund 80 Mitgliedern die größte Deutschlands.
Das Internet wird, wie bei anderen globalen Organisationen, als verbindendes Medium benutzt. Die Bewegung war bis April 2011 eng mit dem Venus-Projekt, einer Initiative des US-amerikanischen Autors Jacque Fresco, verbunden. Davor galt die Bewegung als dessen aktivistischer Arm. Sie entstand 2008 als Reaktion auf den Film Zeitgeist: Addendum von Peter Joseph. Die Zahl der Mitglieder ist nicht genau verifizierbar, beruht auf Eigenangaben und wird mit mindestens 430.000 angegeben. Die Zeitgeist Bewegung organisiert öffentliche Aufführungen der Zeitgeistfilme, die zuvor in unterschiedlichen Sprachen untertitelt werden.

## Filmreihe
Die Zeitgeist-Filmreihe Zeitgeist: Addendum und Zeitgeist: Moving Forward bezeichnet die Bewegung als künstlerischen Ausdruck von Peter Joseph. Sie hat Schnittstellen mit der inhaltlichen Ausrichtung der Zeitgeist Bewegung. Die Entstehung der Bewegung lässt sich zudem relativ deutlich auf den Zeitpunkt der Veröffentlichung des Films Zeitgeist: Addendum zurückführen, jedoch nicht, wie vielfach behauptet, auf den wegen falscher Behauptungen, Ungenauigkeiten sowie verschwörungstheoretischer Tendenzen kritisierten Film Zeitgeist.
Der offizielle YouTube-Kanal der Bewegung listet lediglich Josephs Filme Zeitgeist: Addendum und Zeitgeist: Moving Forward, seinen ersten Film hingegen nicht. Zeitgeist: Addendum und Zeitgeist: Moving Forward verzeichneten bislang 4,5 bzw. 19,3 Millionen Zuschauer.
Die beiden jüngsten Filme wirken angesichts der Zuschauerzahlen im Netz und der häufigen Aufführungen durch Aktivisten offenbar unterstützend für die Bewegung, sollten laut offiziellen Stellungnahmen jedoch nicht mit den Sichtweisen der Zeitgeist Bewegung gleichgesetzt werden. Die Zeitgeist-Bewegung distanzierte sich ausdrücklich von Josephs Filmen. Sie seien aufgrund ihrer Popularität und ihrem Ruf nach Mitgefühl, Frieden und Nachhaltigkeit eher als „Inspirationen“ zu verstehen. Im Mittelpunkt der Bewegung stünden nicht die Theorien und Erklärungen, die in Peter Josephs Filmen vorgebracht werden.

## Rezeption
Im deutschsprachigen Raum stieß die Bewegung bislang auf eine nur geringe mediale Rezeption. Medien im angelsächsischen und russischen Sprachraum widmeten ihr hingegen häufiger Aufmerksamkeit.

### International
Rhonda Swan widmete der Zeitgeist Bewegung in der Palm Beach Post 2009 einen Kommentar, in dem sie die Utopien der Zeitgeist Bewegung als eine Alternative bezeichnete, die zumindest eine Überlegung wert sei.
Alan Feuer berichtete im selben Jahr in der New York Times vom „Z-Day“ in New York. Er bezeichnete die Filme Zeitgeist und Zeitgeist: Addendum als den „Subtext“ des Abends. Peter Joseph habe sich von der im ersten Film vertretenen Theorie abgewandt, die Terroranschläge vom 11. September 2001 seien ein Inside-Job der amerikanischen Regierung gewesen. Jedoch auch der zweite Film sei nicht frei von konspirativen Vorstellungen, die sich auf das Bank- und Wirtschaftssystem bezögen. Das im Alter und Erscheinungsbild heterogene Publikum sei von der Veranstaltung begeistert gewesen.
Die Musikerin Natacha Atlas bezeichnete die Zeitgeist-Bewegung als Inspiration für ihr 2010 entstandenes Konzeptalbum Mounqaliba.
An einem Event zum Z-Day in Los Angeles nahmen 2011 die US-amerikanische Schauspielerin Michelle Rodríguez und der Musiker Brandon Boyd teil. Rodríguez sagte dabei in einem Interview, dass sie die Filme der Zeitgeist-Reihe „großartig und sehr inspirierend“ finde.
Der bulgarische TV-Sender On Air strahlte 2011 alle drei Filme von Peter Joseph aus.
Im März wurden in Australien die beiden letzten Teile der Zeitgeist-Filmreihe im Sender WTV gesendet. Im Mai 2012 sendete der chilenische Sender ARTV Peter Josephs Zeitgeist: Moving Forward.

### Deutschland
Das Magazin der Süddeutschen Zeitung widmete Peter Joseph, seinen Filmen, darunter dem dritten der Reihe, Zeitgeist: Moving Forward, und der Zeitgeist Bewegung im Jahr 2011 einen längeren Artikel. Bei aller Kritik, die man mit dem auf die Filme bezogenen Wort „Verschwörungstheoriequatsch“ zusammenfassen könne, seien die Filme „ein kulturelles Phänomen mit Millionenpublikum“ und wesentliche Bestandteile einer globalen, im Internet vertretenen Subkultur. Dies begründe sich darin, dass die in den Filmen aufgestellten Theorien ähnlich wie Romane von Dan Brown in sich stimmig und spannend seien und zu komplexen Problemen beispielsweise der Finanzpolitik simple Erklärungsmuster lieferten. Die Vorstellungen einer anderen Welt, wie sie in dem Film Zeitgeist: Addendum geäußert werden, entsprächen denen eines „Schlaraffenlandes“. Es werde versucht, eine „totalitäre Gesellschaft, in der ein paar Alpha-Menschen – Wissenschaftler, Technik-Geeks – die Computer bedienen“ zu schaffen. Peter Joseph sei für viele seiner Anhänger eine Autorität, dessen Thesen sie unreflektiert wiederholen würden. Zeitgeist: Moving Forward wirke seriös, sei aber nicht immer auf seriöse Weise recherchiert worden, da im Film mitwirkende Wissenschaftler über die Hintergründe der Filmreihe im Unklaren gelassen worden seien und anderenfalls nicht mitgearbeitet hätten.
In einem Artikel bei Weeyoo.com wird die Zukunftsvision einer Wirtschaft ohne Geld vorgestellt, in der es eine fortgeschrittene Technologie den Menschen ermöglicht, fast ohne Arbeit auszukommen. Die Erdoberfläche soll mit automatisierten, streng geplanten Städten „in weniger als 15 Jahren eine ganz neue Gestalt annehmen“. Kritiker würden zu Unrecht eine Herrschaft der Maschinen befürchten, es sei aber fraglich, ob sich die Vorstellungen des Venus-Projekts überhaupt verwirklichen ließen.
Ein Artikel in der taz warnte unter Bezugnahme auf die Zeitgeist-Bewegung, die Protestcamper der Occupy-Bewegung sollten „aufpassen, dass sie nicht von einer obskuren sektenartigen Bewegung gekidnappt werden - wenn das nicht sogar schon passiert ist.“ Daraufhin distanzierten sich dessen Frankfurter Aktivisten von der Zeitgeist-Bewegung und trafen Maßnahmen, um nicht von einzelnen politischen Gruppen instrumentalisiert zu werden.
Die Eigentümer der Online-Community studiVZ ließen 2009 „sogenannte Zeitgeist-Gruppen“ in ihrem Netzwerk löschen, darunter die Gruppe „Zeitgeist-Revolution.de“. Als Begründung führten sie verschwörungstheoretische und strukturell antisemitische Tendenzen an, die sie in Filmen von Peter Joseph ausgemacht hätten. In der Erklärung seitens StudiVZ hieß es unter anderem: „Es ist nicht unsere Absicht alternative Meinungen und Nachrichten zu behindern oder zu unterbinden, aber wir beobachten seit einige Zeit mit großer Sorge die Entwicklung der Theorien, die z. B. durch die Zeitgeist-Filme angestoßen wurden. Die Ideen von grauen Eminenzen, Eliten oder Geheimbünden, die im Hintergrund die Fäden ziehen, ist nicht neu.“
Für das deutsche Watchblog Belltower.News erweist sich die Verknüpfung von Josephs Film und der Bewegung als sehr eng, sie seien „nicht so einfach aufzuschlüsseln und vor allem ist von außen auch kein wirklicher Unterschied zu erkennen.“ Eine klare Verurteilung von Antisemitismus seitens der Bewegung fehle indes völlig.